# Eagle (krater)
För andra betydelser, se Eagle.
Eagle är en liten nedslagskrater som  Mars Exploration Rover MER-B fann efter att den landat på Mars 2004.
Kratern ligger på Meridiani Planum. Forskarna är nöjda att Rovern landade där, eftersom kratern innehåller spår av att Meridiani en gång varit en sjöbotten.

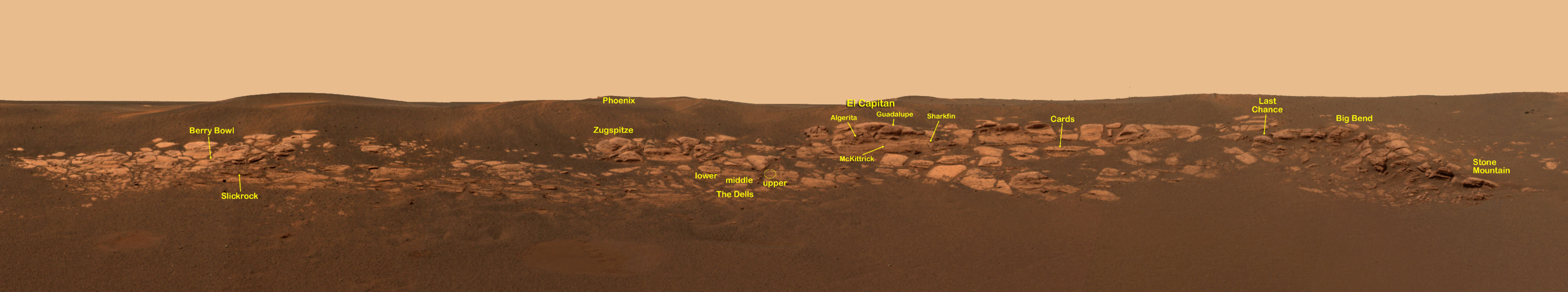
Panorama inifrån kratern